# أصوات أجيال المستقبل لمنطقة الشرق الأوسط
أصوات أجيال المستقبل لمنطقة الشرق الأوسط هي مبادرة كتابية تهدف لتعزيز الاستدامة واتفاقية الأمم المتحدة لحقوق الطفل. والشيخة حصة حمدان بن راشد آل مكتوم هي سفيرة النوايا الحسنة لهذه المبادرة. وفي عام 2014، تم إطلاق مسابقة أصوات أجيال المستقبل على الصعيد الدولي، أما في عام 2019 تم إطلاق مسابقة أصوات أجيال المستقبل لمنطقة الشرق الأوسط. وتنظم المبادرة مسابقة للكتابة للطلبة الذين تتراوح أعمارهم بين 8 سنوات و 12 سنة لتشجع الكُّتاب الأطفال على إدراج أهداف التنمية المستدامة واتفاقية الأمم المتحدة لحقوق الطفل في قصصهم.

## سفيرة النوايا الحسنة

### سفيرة النوايا الحسنة
عُينت الشيخة حصة بنت حمدان بن راشد آل هي سفيرة النوايا الحسنة لأصوات أجيال المستقبل في الشرق الأوسط تحت رعاية منظمة اليونسكو. وتمثل مؤسسة الإمارات للآدب كمستشارة للمشروع للسنوات الخمس المقبلة.

## الأطفال المؤلفون والرسامون

### الفائزون في الدورة الأولى

#### اللغة الإنجليزية[3]
- سايرا توماس (المركز الأول)
- ساشيني ماني كاندام (المركز الثاني)
- شاهيد فايس (المركز الثالث)
- هزاع محمد راشد العامري
- ميغنا سينثيل كومار
- إيوانا تيودوروفا ستيفانوفا
- ابرار احمد سروهى
- مير فراز
- أديتي غاندي
- جوشوا ميلوين

- اللغة العربية[4]

- سعود أحمد سالم الكعبي (المركز الأول)
- عبد الكريم غزال (المركز الثاني)
- أحمد إسماعيل زنداح (المركز الثالث)
- نور أحمد الخطيب
- ورد وسام الحلبي
- اليازيه صلاح الدين خميس هلال الكعبي
- مطرة إبراهيم صالح فيروز
- آمنة حمد سالم عبيد سيف السويدي (مشاركة في الدورتين)
- لمى ايهاب الموسى
- سهيلة عبد الحليم منصور

### الفائزين في الدورة الثانية

#### اللغة الإنجليزية[5]
- ابرار احمد سروهي (المركز الأول)
- كريبا ديكسيت (المركز الثاني)
- عناية فاطمة فايز (المركز الثالث)
- دينيرو ساتنيدو ديساناياكي
- ميرانا غبين ماثيو
- دانيال بتريك
- مارا ماشدو موليت
- جايفاردهان مانيش نواني
- شايفي كالواني
- إيثان دسوزا
- أدفاي سارافانا كومار

#### اللغة العربية[6]
- عبد الله أسماعيل ابوشباب   (المركز الأول)
- صبا عوض محمد آل مساعد (المركز الثاني)
- مزنة نجيب (المركز الثالث)
- حسن نضال حسن عوض
- هزاع علي سالم محمد اليليلي
- مريم إسلام مصطفى قنديل
- عبد الله محمد عبد الله الربابعة
- مكتوم سالم خميس سالم المزروعي
- آمنة حمد سالم عبيد سيف السويدي (مشاركة في الدورتين)
- سالم أحمد سالم الكعبي
- هانيا أسعد شريف

### الفائزون في الدورة الثالثة
- عنايه فاطمه فائز
- عنايه دانيش زيدي
- محمد حمزة صديقي
- نورة أحمد يوسف المشتغل النقبي
- رودينا احمد عاطف بدر
- عبد الكريم غزال
- شاوريا تشاكرافارتي
- مريم إسلام مصطفى قنديل
- كريس ستانلي
- عائشة حميد عبيد الخيال
- اليجزاندر ابيرنثى
- حمد إبراهيم سعيد البلوشي
- سناء كاوشيك برياضارشيني
- زين مزيد الفتوحي الجندي
- أدفيكا جوبتا
- خالد أحمد يوسف المشتغل النقبي
- ىىسيدهارت مانوج فشالي
- محمد حمد محمد الرولي الزيودي
- سانفيكا سانديب
- تاله خالد أحمد الحجه
- سادين الأقرع

### الفائزون في الدورة الرابعة
- مير فراز
- سيدهـانت سث
- شرافني نيترا
- عيشال راشد
- صوفي كلير دياس
- علیشباح عمر خان
- حمدان طه نور
- لوسيا دي كيسادا مارتن
- تينفير نايدو
- نيشوكا ماهيث بالاسوريا
- ديالا صادق الخطيب
- ليمار وليد الزريقات
- يوسف ابو عيسى
- جنى اسامة محفوظ تهامى
- جودي محمد جمال عبدالحميد محمود
- شهد حسن العيد السويدان
- محمد عبدالله محمد بخيت سبت المزروعي
- سيلينا رأفت حامد
- خلود مروان صالح محمد
- بدور عبدالله عبود بن سعد
- شما مبارك سليّم مبارك الخييلي
- يحيى علاء غريب عبد الله

### الفائزون في الدورة الخامسة
- لجين وسام الحلبي
- اسيل حسن عبد النبي
- عائشة حميد عبيد الخيال
- محمد حمدان صديقي
- جنين العزامي
- رايشال ثارون هيرشل
- حمزة محمد رمضان غباشي
- افيكا سينغ
- حمزة نور الدين الحاج علي
- زكريا يحيى تكريتي
- خديجة سعيد الحساني
- أنيرود جانيش
- شهد حسن السويدان
- نهه دانيش
- ريهام احمد شفيق احمد
- اريا شارما
- ميرة حمدان العبدولي
- ماديه جاويد
- سيف أحمد الكعبي
- مايرا جاجو غوتام جاجو
- ياسين محمد كامل عمر هارون
- كايلر دياس

### الدورة الأولى
- هيفاء ملحس
- عائشة هلال
- علياء عبد الرحيم الحمادي
- أري بوغوه
- أسماء عناية
- أسماء الحوسان
- عائشة الحمراني
- دينا فواخيري
- خديجة السعيدي
- خلود غلوم الجانة
- نوف الإسماعيل
- سناء آل مكتوم
- سارة محمد حماد
- ستايسي سيبرتز
- سورة غزوان عبد الجبار
- طرفة خالد
- تسنيم أميرالدين
- وفاء إبراهيم

### الدورة الثانية[8]
- طرفة خالد
- آرى بوجوه
- علياء الحمادي
- أسماء إبراهيم الحوسني
- خديجة السعيدي
- صنعاء بنت حشر آل مكتوم
- خلود غلوم محمد حسن الجناحي
- ساره محمد حماد
- تسنيم اميرالدين
- سرى غزوان
- ستايسي سيبرتز
- عائشة دميثان
- عائشة سيف الحمراني
- دينا فواخيري
- عائشة المهيري
- ماريه الراشد
- زينب خليل
- بسمة حسام
- ميثاء الخياط
- نهى جمال
- ماريون باتاغلية
- إسراء مجدي جابر

### الدورة الثالثة[9]
- خديجة السّعيدي
- عائشة سيف الحمراني
- زينب خليل
- بسمة حسام
- ساره محمد حماد
- مَارِيُون بَاتَاغْلِيَّة
- تسنيم أميرالدين
- نهى جمال محمود عطا
- بسمة حسام
- آري بوغو
- سری غزوان
- سعديه سوليمان
- علياء الحمادي
- فاطمة رزة
- ستيسي سيبرتز
- وفاء ابراهيم راشد علي
- دينا فواخيري
- ني‍‍ڤ‍‍يا‌‌ سيراو‌
- خلود غلوم محمد حسن الجناحي

### الدورة الرابعة
- خديجة السّعيدي
- اسراء مجدي جابر محمد السيد
- مَارِيُون بَاتَاغْلِيَّة
- أسماء عناية
- ستيسي سيبرتز
- أركيل براون
- زينب خليل
- شيلفي سالازار
- ني‍‍ڤ‍‍يا‌‌ سيراو‌
- عائشة هلال
- خالد مزينه
- نهى جمال محمود عطا
- بسمة حسام
- ماريه الراشد
- عائشة سيف الحمراني
- علياء الحمادي
- تسنيم أميرالدين
- ساره محمد حماد
- فاطمة رزة
- خلود غلوم محمد حسن الجناحي
- وفاء ابراهيم راشد علي
- سری غزوان

### الدورة الخامسة
- دينا فواخيري
- نيلوفر رفيق أحمد
- نهى جمال محمود عطا
- مَارِيُون بَاتَاغْلِيَّة
- ماريه الراشد
- بسمة حسام
- زينب خليل
- نونی طاھر
- خديجة السّعيدي
- ني‍‍ڤ‍‍يا‌‌ سيراو‌
- ظريفة حيدر
- أركيل براون
- كارين جابر
- إسراء مجدي جابر
- نور التَّوبة
- سهيلة خالد
- خالد مزينه
- عائشة سيف الحمراني
- نور التَّوبة
- سهيلة خالد
- سری غزوان

## المنشورات
- أصوات شابة من شبه الجزيرة العربية (مجموعة 2020)، دار ELF للنشر، 2020، باللغة العربية (ردمك: 978-9948-8591-1-6)
- أصوات شابة من شبه الجزيرة العربية (مجموعة 2020) (العنوان الأصلي: Young Voices of Arabia)، دار ELF للنشر، 2021، باللغة الإنجليزية، 2021 (ردمك: 978-9948-8591-2-3)
- أصوات شابة من شبه الجزيرة العربية (مجموعة 2021)، دار ELF للنشر، 2021 (ردمك: 978-9948-8842-1-7)
- أصوات شابة من شبه الجزيرة العربية (مجموعة 2022)، دار ELF للنشر، 2022 (ردمك: 9789948799313)
- أصوات شابة من شبه الجزيرة العربية (مجموعة 2024)، دار ELF للنشر، 2024 (ردمك: 9789948 718888 النسخة العربية) (ردمك: 9789948 718079 النسخة الإنجليزية)